# Hockey Club La Chaux-de-Fonds
 (janvier 2017).
Si vous disposez d'ouvrages ou d'articles de référence ou si vous connaissez des sites web de qualité traitant du thème abordé ici, merci de compléter l'article en donnant les références utiles à sa vérifiabilité et en les liant à la section « Notes et références ».
Pour les articles homonymes, voir HCC.
Le HC La Chaux-de-Fonds, abrégé HCC, est un club suisse de hockey sur glace basé à La Chaux-de-Fonds et fondé en 1919. Il évolue actuellement en Swiss League, deuxième division nationale.
L'équipe et ses joueurs sont surnommés « les Abeilles ».

## Histoire
Le 6 février 1919, le Hockey Club La Chaux-de-Fonds est fondé. Deux équipes, chacune de sept joueurs, sont créées. Le club envoie une inscription à la Ligue suisse afin de participer aux tournois. Le premier match officiel se déroule à Gstaad, le 7 janvier 1922, face à Rosey Gstaad. Les Chaux-de-Fonniers perdent 1 à 20. Ce premier match a lieu dans le cadre de la Coupe Boorum.

## Palmarès[2]
- Champion de LNA (6)
  - 1968, 1969, 1970, 1971, 1972 et 1973
- Champion de LNB/SL (8)
  - 1951, 1952, 1955, 1959, 1965, 1996, 2023 et 2024
- National Cup (1)
  - 2025

## Joueurs
| No    | Nom               | Nat. | Position  | Arrivée                     |
| ----- | ----------------- | ---- | --------- | --------------------------- |
| +028, | Hugo Cerviño      |      | Gardien   | Formé au club               |
| +060, | Viktor Östlund    |      | Gardien   | 2022 - Lausanne HC          |
| +027, | Anthony Huguenin  |      | Défenseur | 2023 - SCL Tigers           |
| +033, | Marco Forrer      |      | Défenseur | 2023 - HC Thurgovie         |
| +044, | Darren Boss       |      | Défenseur | Prêté par le HC Bienne      |
| +047, | Rémi Vogel        |      | Défenseur | Prêté par le EV Zoug        |
| +058, | Arnaud Jaquet     |      | Défenseur | 2010 - HC Fribourg-Gottéron |
| +071, | Loïc In-Albon     |      | Défenseur | 2021 - SCL Tigers           |
| +074, | Lucas Matewa      |      | Défenseur | 2021 - HC Lugano            |
| +081, | Sandis Šmons      |      | Défenseur | 2023 - Genève-Servette HC   |
| +090, | Damian Gehringer  |      | Défenseur | 2022 - EV Zoug              |
| +009, | Oliver Achermann  |      | Attaquant | 2020 - HC Viège             |
| +019, | Marc Aeschlimann  |      | Attaquant | 2023 - SCL Tigers           |
| +091, | Toms Andersons    |      | Attaquant | 2021 - SCL Tigers           |
| +066, | Gianluca Barbei   |      | Attaquant | 2023 - EHC Winterthour      |
| +048, | David Eugster     |      | Attaquant | 2021 - EV Zoug Academy      |
| +026, | Robert Jackson    |      | Attaquant | 2023 - HC Nové Zámky        |
| +043, | Janik Loosli      |      | Attaquant | 2022 - HC Thurgovie         |
| +013, | Sondre Olden      |      | Attaquant | 2021 - Sheffield Steelers   |
| +022, | Julien Privet     |      | Attaquant | 2020 - HC Ajoie             |
| +089, | Stefan Rüegsegger |      | Attaquant | 2022 - SC Langenthal        |
| +086, | Kay Schweri       |      | Attaquant | 2022 - HC Ajoie             |
| +029, | Yves Stoffel      |      | Attaquant | 2023 - HC Lugano            |
| +016, | Ludovic Voirol    |      | Attaquant | Formé au club               |

### Numéros retirés
- #2  René Huguenin
- #10  Michel Turler
- #14  Guy Dubois
- #17  Gaston Pelletier